# Vechur (Zebu)

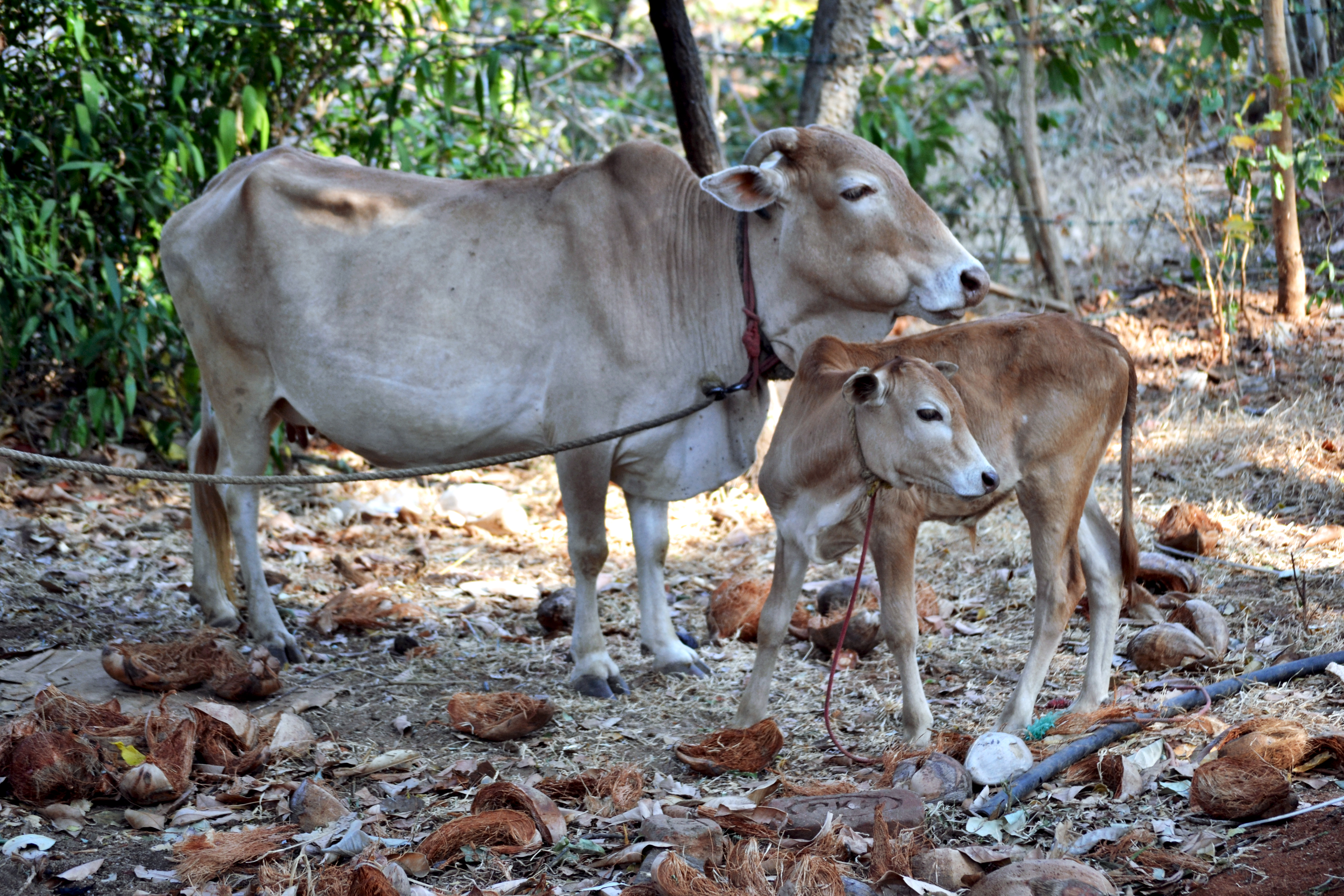
Vechur-Rinder

Das Vechur ist eine seltene Zebu-Rinderrasse, die nach dem Dorf Vechur im Distrikt Kottayam in Kerala, Indien, benannt ist.
Mit einer durchschnittlichen Länge von 124 cm und einer Höhe von 87 cm ist das Vechur-Rind die kleinste Rinderrasse der Welt.
Es produziert relativ zum Futter die höchste Milchmenge.
Das Vechur wird auch Dwarf Cow, Zwergkuh, genannt.
Der Versuch einer schottischen Firma, den genetischen Code des Vechur-Rindes patentieren zu lassen, löste Proteste von Umweltschützern aus.